# Ras R'mal

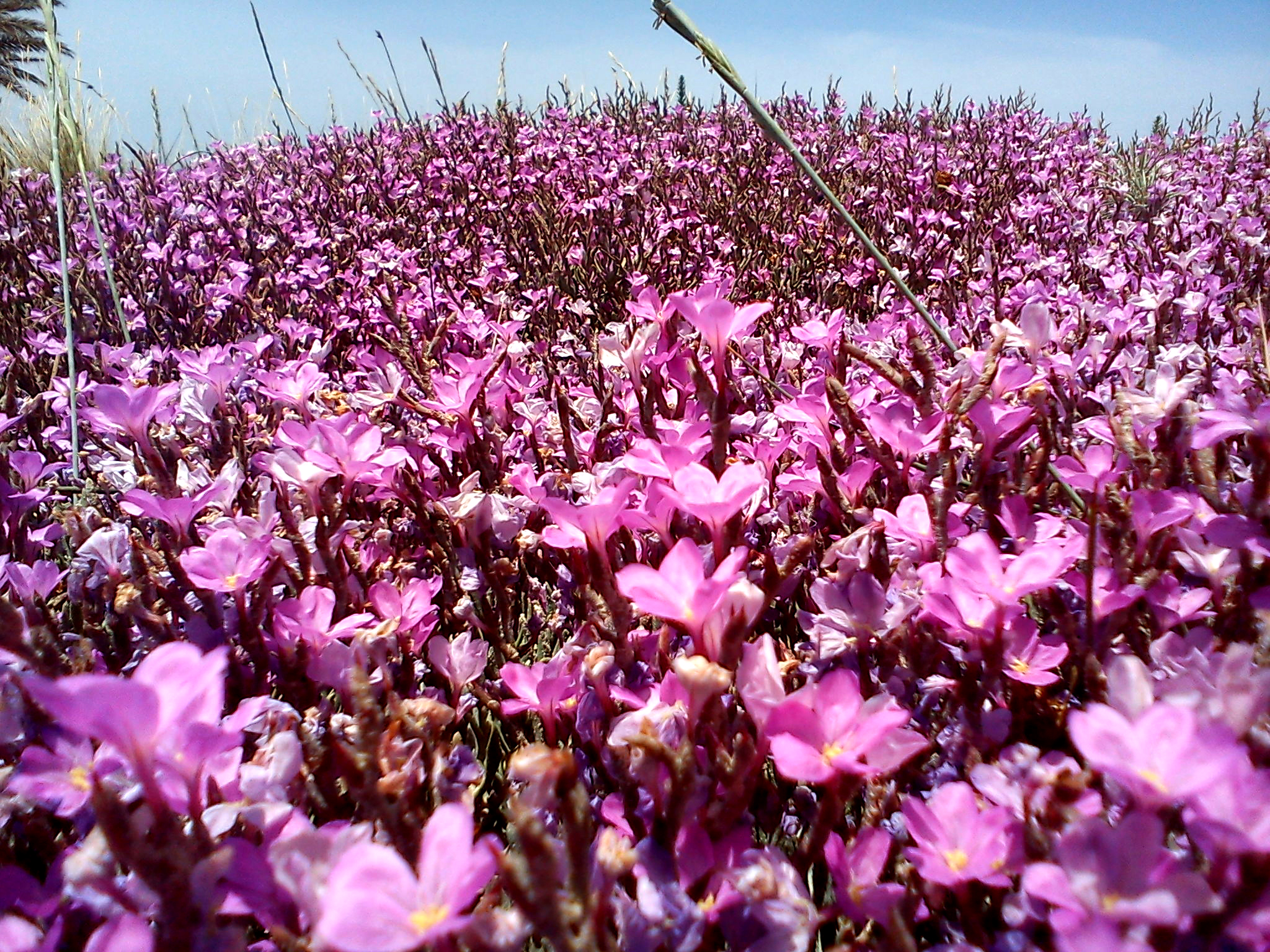
Flores silvestres no Ras R'mal

Ras R'mal (em árabe: رأس الرمل) é um cabo ou península de areia situada na costa norte da ilha de Djerba, no sul da Tunísia. Tem cerca cinco quilómetros de comprimento, aproximadamente 250 metros de largura média (com variações) e ocupa 18,56 km². Pela sua importância para as aves aquáticas, está classificado como sítio RAMSAR.
Encontra-se a nordeste de Houmt Souk e liga com a ilha perto da zona de Mezraya, através dum istmo arenoso chamado Bin Bahrin, o qual é inundado durante as marés altas, transformando o Ras R´mal numa ilha. O cabo separa o golfo de Gabès da laguna Bhar Mayet, também chamada Bhar Sghi, um local de grande importância ornitológica.
A península é um destino turístico popular e local de paragem dos chamados barcos piratas, que levam os turistas em passeios ao longo das costas de Djerba. No panfletos turísticos, é comum chamar ao Ras R'mal "ilha dos flamingos cor-de-rosa" devido à abundância dessas aves na zona.